# Alain Robak
Alain Jérôme, dit Alain Robak, né le 6 juin 1954 à Paris, est un réalisateur français.

## Filmographie

### Réalisateur

#### Longs métrages
- 1987 : Iréna et les ombres
- 1990 : Baby Blood
- 1994 : Parano (film à sketches)
- 2000 : La Taule
- 2000 : Le Piège d'Olea (téléfilm)

#### Courts métrages
- 1984 : Tueur maison
- 1989 : Corridor
- 2003 : Mauvais rêve

### Acteur
- 1994 : Roboflash Warrior de Richard J. Thomson
- 2010 : Eject de Jean-Marc Vincent